# Джеймс Хорнър
Джеймс Рой Хорнър (на английски: James Roy Horner; 14 август 1953 – 22 юни 2015) е американски композитор на оркестрова и филмова музика. Той е бележит със своето интегриране на хорални и електронни елементи в много от своите филмови композиции и с честата си употреба на келтски музикални елементи. Хорнър получава две награди „Оскар“ за музиката си към филма от 1997 г. Титаник. Известен е също за саундтрака, композиран за филма Смело сърце на Мел Гибсън.

## Живот и кариера
Джеймс Хорнър е роден в Лос Анджелис, Калифорния в еврейско семейство. Баща му, сценограф и от време на време филмов режисьор, лауреат на премията „Оскар“ Хари Хорнър (1910 – 1994), произхожда от Холиц в Бохемия; майка му, Джоан Рут Франкл, е родена в Канада.
Хорнър започва да свири на пиано на петгодишна възраст. Ранните му години са прекарани в Лондон, където посещава Кралския музикален колеж и учи при Дьорд Лигети. Получава бакалавърска степен по музика от Университета на Южна Калифорния и накрая придобива магистърска степен и започва докторантура в Калифорнийския университет в Лос Анджелис, където следва при Пол Чихара. След няколко възлагания на писане на музика за Американския филмов институт през 70-те години Хорнър приключва с преподаването музикална теория в КУЛА и започва да пише филмова музика. Хорнър е композитор на музика към филми като Стар Трек (1982, 1984), Пришълците (1986), Уилоу (1988), Легенди за страстта (1994), Смело сърце (1995), Аполо 13 (1995), Враг пред портата (2001), Троя (2004), Аватар (2009) и Невероятният Спайдър-Мен (2012). През 1998 г. печели две награди Оскар за музиката си към филма Титаник (1997) и за песента към него „My Heart Will Go On“, изпълнена от Селин Дион. Неиползван фрагмент от музиката му към Пришълците (1986) е използван в сцена от Умирай трудно (1988).
Хорнър живее а Калабасас, Калифорния със съпругата си Сара и двете им дъщери.
На 22 юни 2015 г. Хорнър загива при самолетна катастрофа в Южна Калифорния.

## Филмова музика
1970-те
- „The Drought“ (1978)
- „Fantasies“ (1978)
- „Gist and Evans“ (1978)
- „Landscapes“ (1978)
- „Just for a Laugh“ (1978)
- „The Watcher“ (1978)
- „The Lady in Red“ (1979)
- „Up from the Depths“ (1979)

1980-те
- „Humanoids from the Deep“ (1980)
- „Battle Beyond the Stars“ (1980)
- „Ръката“ (1981)
- „Wolfen“ (1981)
- „Deadly Blessing“ (1981)
- „The Pursuit of D. B. Cooper“ (1981)
- „Стар Трек II: Гневът на Хан“ (1982)
- „48 часа“ (1982)
- „Нещо зло се задава“ (1983)
- „Krull“ (1983)
- „Brainstorm“ (1983)
- „Uncommon Valor“ (1983)
- „Testament“ (1983)
- „Gorky Park“ (1983)
- „Гардеробиерът“ (1983)
- „The Stone Boy“ (1984)
- „Стар Трек III: В търсене на Спок“ (1984)
- „Heaven Help Us“ (1985)
- „Какавидите“ (1985)
- „Доброволци“ (1985)
- „Командо“ (1985)
- „The Journey of Natty Gann“ (1985)
- „Пришълците“ (1986)
- „An American Tail“ (1986)
- „Where the River Runs Black“ (1986)
- „Off Beat“ (1986)
- „Името на розата“ (1986)
- „P.K. and the Kid“ (1987)
- „Project X“ (1987)
- „*batteries not included“ (1987)
- „Уилоу“ (1988)
- „Червена топлина“ (1988)
- „Vibes“ (1988)
- „Земята преди време“ (1988)
- „Какавидите 2“ (1988)
- „Поле на мечтите“ (1989)
- „Скъпа, смалих децата“ (1989)
- „In Country“ (1989)
- „Dad“ (1989)
- „Слава“ (1989)

1990-те
- „Обичам те до смърт“ (1990)
- „Още 48 часа“ (1990)
- „Once Around“ (1991)
- „My Heroes Have Always Been Cowboys“ (1991)
- „Процес от класа“ (1991)
- „Човекът ракета“ (1991)
- „Американска приказка: Файвъл покорява запада“ (1991)
- „Гръмотевично сърце“ (1992)
- „Проникване“ (1992)
- „Unlawful Entry“ (1992)
- „Патриотични игри“ (1992)
- „Swing Kids“ (1993)
- „Далеч в пустинята“ (1993)
- „Джак Мечока“ (1993)
- „Имало едно време в гората“ (1993)
- „Къща от карти“ (1993)
- „Hocus Pocus“ (1993)
- „Невинни ходове“ (1993)
- „Човекът без лице“ (1993)
- „Bopha!“ (1993)
- „We're Back! A Dinosaur's Story“ (1993)
- „Версия пеликан“ (1993)
- „Реална опасност“ (1994)
- „The Pagemaster“ (1994)
- „Легенди за страстта“ (1994)
- „Смело сърце“ (1995)
- „Каспър“ (1995)
- „Аполо 13“ (1995)
- „Джейд“ (1995)
- „Джуманджи“ (1995)
- „Балто“ (1995)
- „The Spitfire Grill“ (1996)
- „Кураж под огъня“ (1996)
- „Откуп“ (1996)
- „Жив дявол“ (1997)
- „Титаник“ (1997)
- „Смъртоносно влияние“ (1998)
- „Маската на Зоро“ (1998)
- „Могъщият Джо Янг“ (1998)
- „Двестагодишен човек“ (1999)

2000-те
- „Перфектната буря“ (2000)
- „Гринч“ (2000)
- „Враг пред портата“ (2001)
- „Красив ум“ (2001)
- „Айрис“ (2001)
- „Гласът на вятъра“ (2002)
- „Четирите пера“ (2002)
- „Радио“ (2003)
- „Отвъд граници“ (2003)
- „В неизвестност“ (2003)
- „Къщата от пясък и мъгла“ (2003)
- „Bobby Jones: A Stroke of Genius“ (2004)
- „Троя“ (2004)
- „Забравените“ (2004)
- „Новият свят“ (2005)
- „Легендата за Зоро“ (2005)
- „Летателен план“ (2005)
- „The Chumscrubber“ (2005)
- „Цялото кралско войнство“ (2006)
- „Апокалипто“ (2006)
- „Мигове“ (2007)
- „Хрониките на Спайдъруик“ (2008)
- „The Boy in the Striped Pyjamas“ (2008)
- „Аватар“ (2009)

2010-те
- „Карате кид“ (2010)
- „Day of the Falcon“ (2011)
- „For Greater Glory“ (2012)
- „Невероятният Спайдър-Мен“ (2012)
- „Вълчият тотем“ (2015)
- „Обратен гард“ (2015)
- „The 33“ (2015)
- „Великолепната седморка“ (2016)

### Телевизионна музика
| 2006 - CBS News 2000 - Freedom Song 1992 - Crossroads (тема) - Fish Police (тема) 1990 - Tales from the Crypt (епизод: „Cutting Cards“) - Extreme Close-Up | 1985 - Amazing Stories (епизод: „Alamo Jobe“) - Faerie Tale Theatre (епизод: „The Pied Piper of Hamelin“) - Surviving 1983 - Between Friends 1982 - A Piano for Mrs. Cimino 1981 - A Few Days in Weasel Creek |

### Късометражни филми
| 1991 - Norman and the Killer 1989 - Tummy Trouble | 1986 - Captain EO (Epcot Center) 1985 - Let's Go |

### Концертни творби
- „Conversations“ (1976)
- „Spectral Shimmers“ (1977)
- „A Forest Passage“ (2000)

### Разни
- Лого музика за Universal Pictures и „Айкън Пръдъкшънс“
- THX трейлър „Cimarron“

## Номинации и награди
| Награди на академията - 2004: House Of Sand And Fog (най-добра оригинална музика) - 2002: Красив ум (най-добра оригинална музика) - 1998: Титаник (най-добра оригинална музика за драма, победител) - 1998: „My Heart Will Go On“ (от Титаник, най-добра оригинална песен, победител) - 1996: Смело сърце (най-добра оригинална музика за драма) - 1996: Apollo 13 (най-добра оригинална музика за драма) - 1990: Field of Dreams (най-добра оригинална музика за драма) - 1987: „Somewhere Out There“ (от An American Tail, най-добра оригинална песен) - 1987: Пришълци (най-добра оригинална музика) | Златен глобус - 2002: Красив ум (най-добра оригинална музика) - 1998: Титаник (най-добра оригинална музика, победител) - 1998: „My Heart Will Go On“ (от Титаник, най-добра оригинална песен, победител) - 1996: Смело сърце (най-добра оригинална музика) - 1995: Легенди за страстта (най-добра оригинална музика) - 1992: „Dreams To Dream“ (от An American Tail: Fievel Goes West, най-добра оригинална песен) - 1990: Слава (най-добра оригинална музика) - 1987: „Somewhere Out There“ (от An American Tail, най-добра оригинална песен) |

| Грами - 2003: Красив ум - 1999: „My Heart Will Go On“ (от Титаник, победител) - 1996: „Whatever You Imagine“ (от The Pagemaster) - 1991: Слава (победител) - 1990: Field of Dreams - 1988: „Somewhere Out There“ (от An American Tail, победител) - 1988: An American Tail | Награди Сателит - 2004: The Missing - 2002: Красив ум - 2002: „All Love Can Be“ (от Красив ум, победител) - 1998: Титаник (победител) - 1998: „My Heart Will Go On“ (от Титаник, победител) |